# ポシェト湾

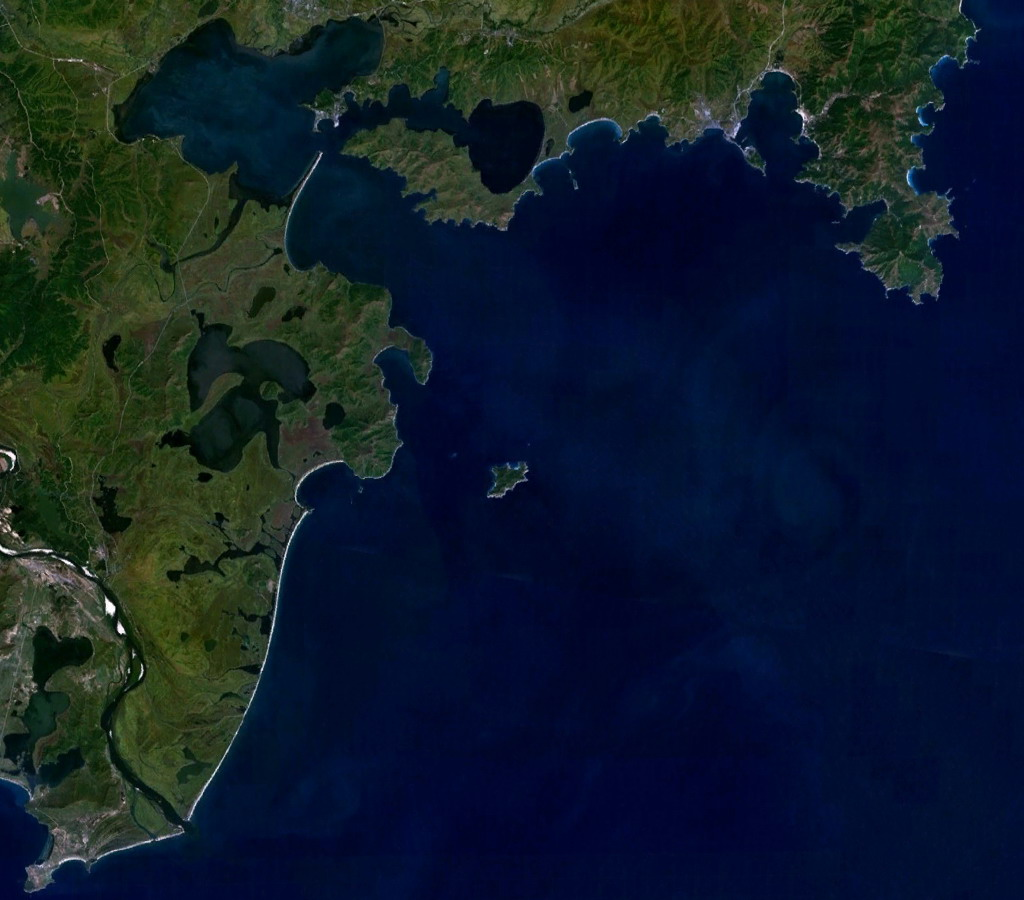
ポシェト湾の衛星画像。左下は北朝鮮との国境を流れる豆満江

ポシェト湾（ポシエート湾、ポシェット湾、ロシア語: Залив Посьета, 英語: Posyet Bay）は日本海の北西部にある湾で、ピョートル大帝湾の南西部にあたる。

## 概要
ロシア沿海地方の最南端のハサンスキー地区に位置し、北朝鮮および中国との国境に近い。湾はススロフ岬とガモフ岬の間にあり、海岸線はきざきざで多くの入り江が入り込んでいる。大きさは、北東から南西への幅は31kmほど、北西から南東への奥行きは33kmほど。湾中央部の半島の西端にある港町ポシェト（ポシェト港）のほか、湾の東の入り江・トロイツァ湾にある港町ザルビノ、湾奥のクラスキノなどが主な町村。夏には沿海地方各地から多くの観光客が海水浴や休暇に訪れている。
古くは渤海の領土であり、現在のクラスキノ付近から日本へ向かう渤海使が出航した。渤海時代の港湾遺跡で塩州城とされるクラスキノ土城がある。
1852年、フランス海軍のコルベット艦・カプリス号（Caprice）が当時は清の領土だったこの湾に入り、18世紀に極東の地図を制作した地図学者ジャン・バティスト・ブルギニョン・ダンヴィユ（en）にちなみ「ダンヴィユ湾」（d'Anville）と名づけた。その2年後の1854年、フリゲート艦パラダ号（en）に乗り日本開国を求めて極東に来たロシア海軍の軍人エフィム・プチャーチンは、日本海北部の清に属する海岸線の調査中にこの湾に入り海図を作り、航海に同行していた海軍軍人コンスタンチン・ポシエト（en）にちなみポシェト湾と改名した。
クリミア戦争の最中の1855年、極東にあるロシア軍の拠点を攻撃に来た英仏連合部隊はポシェト湾に上陸している。1860年には北京条約で沿海州一帯が清からロシア帝国に割譲され、ポシェト湾はロシアの領土となった。1862年と1875年にもロシア海軍が湾の測量を行っている。
1938年には赤軍が満州・朝鮮との国境に近いこの湾の周辺に滑走路と潜水艦基地を築き、日本軍は警戒心を高めた。両国の緊張が高まった結果、同年には豆満江付近のソ連・満州国境を巡り軍事衝突（張鼓峰事件）が起きている。
国際連合開発計画（UNDP）主導の「豆満江開発計画」では、中国の琿春市、北朝鮮の羅津・先鋒（現・羅先直轄市）、ロシアのポシェト港を結ぶ豆満江河口一帯を開発して貿易や経済活動の拠点とすることが目指されているが、北朝鮮の混迷もあり計画は進んでいない。

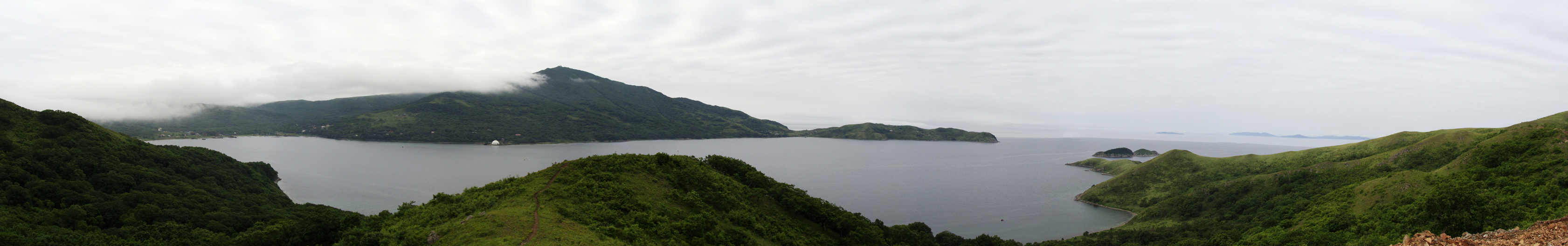
ポシェト湾北東部のヴィチャージ湾